# Adoptianism
Se även Adoption (olika betydelser)
Adoptianism är inom kristologin uppfattningen att Kristus från början var enbart människa men "adopterades" som Guds son genom dopet i Jordan.
Den egentliga adoptianismen uppstod i Spanien på 700-talet, men den har paralleller i äldre kristen historia. Ebioniterna, den grupp som antas ligga bakom den till 100-talet daterade apokryfiska skriften Ebioniterevangeliet, hyste till exempel en sådan uppfattning. Den framställdes i Spanien först av ärkebiskop Elipandus av Toledo och biskop Felix av Urgellis.
I och med kyrkomötena i Regensburg 792, Frankfurt am Main 794 samt Aachen 799 blev adoptianismen fördömd som kättersk då den ansågs vara en upprepning av det nestorianska kätteriet. Främst bland adoptianimens motståndare kan man räkna Alkuin, teolog vid Karl den stores hov. Karl den store var en av de drivande för att få irrläran fördömd.
Frågan om det exakta förhållandet mellan Kristus och Gud var en återkommande stridsfråga inom kristologin under tidig medeltid.
En form av adoptianism dök upp inom unitarismen under 1700-talet när förnekande av jungfrufödseln blev allt vanligare, ledd av Joseph Priestleys och andras åsikter.
En form av adoptianism förkunnades även av den moderne pingstpastorn William Branham.